# Bethanien
Bethanien – miasto w Namibii, w regionie !Karas. Około 5170 mieszkańców (dane szacunkowe na rok 2013). Ośrodek przemysłowy.